# Alfred Welker

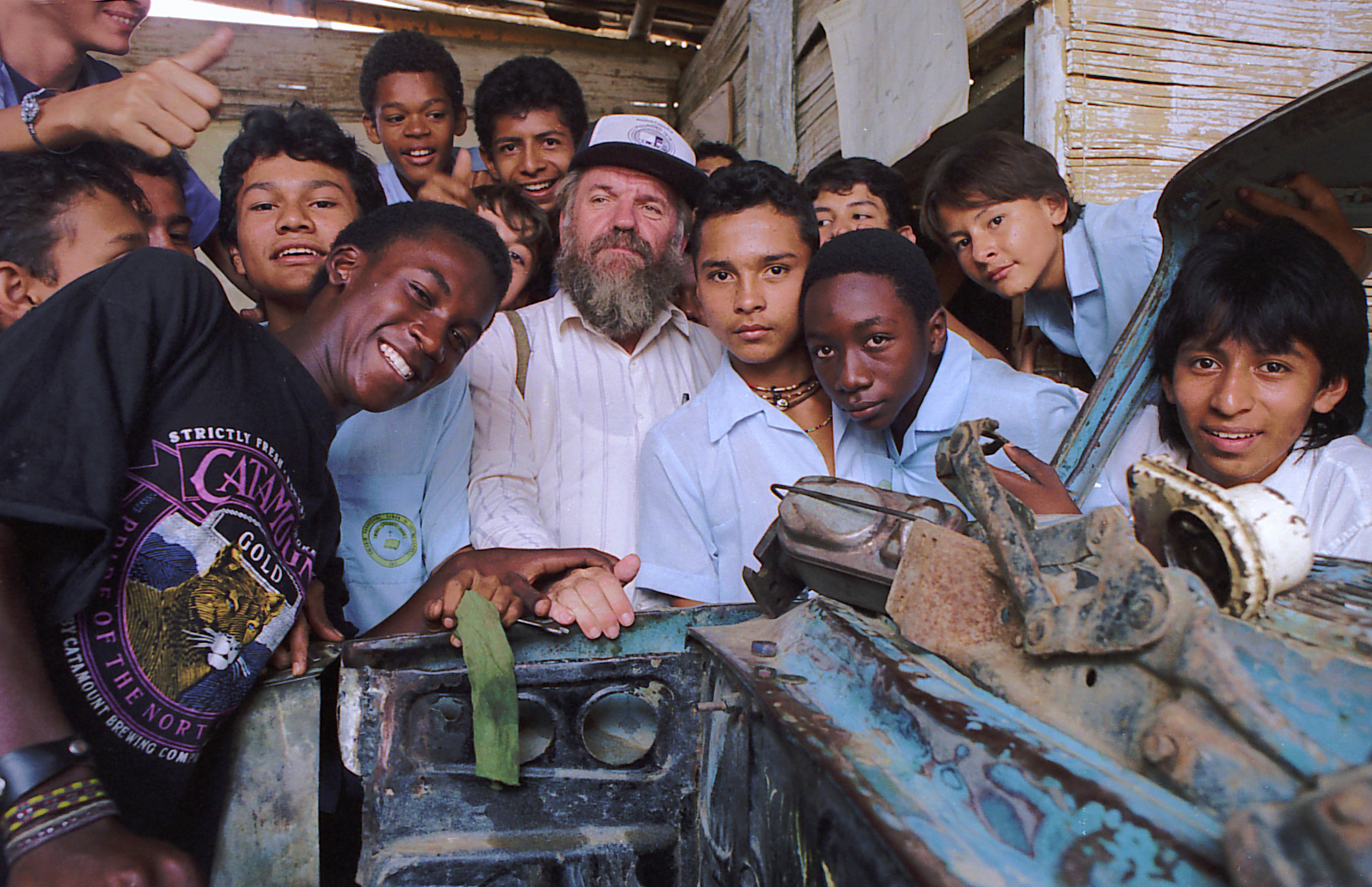
Alfred Welker, in einer der von ihm in Aguablanca gegründeten Schulen, mit Schülern, die Mechaniker lernen (1995)

Alfred Welker SJ (* 14. April 1939 in Stiebarlimbach, Gemeinde Hallerndorf in Oberfranken; † 30. Dezember 2015 in Unterhaching) war ein deutscher Priester und Jesuit, der jahrzehntelang in dem Armenviertel Aguablanca der Millionenmetropole Cali, Kolumbien, gewirkt hat.

## Leben

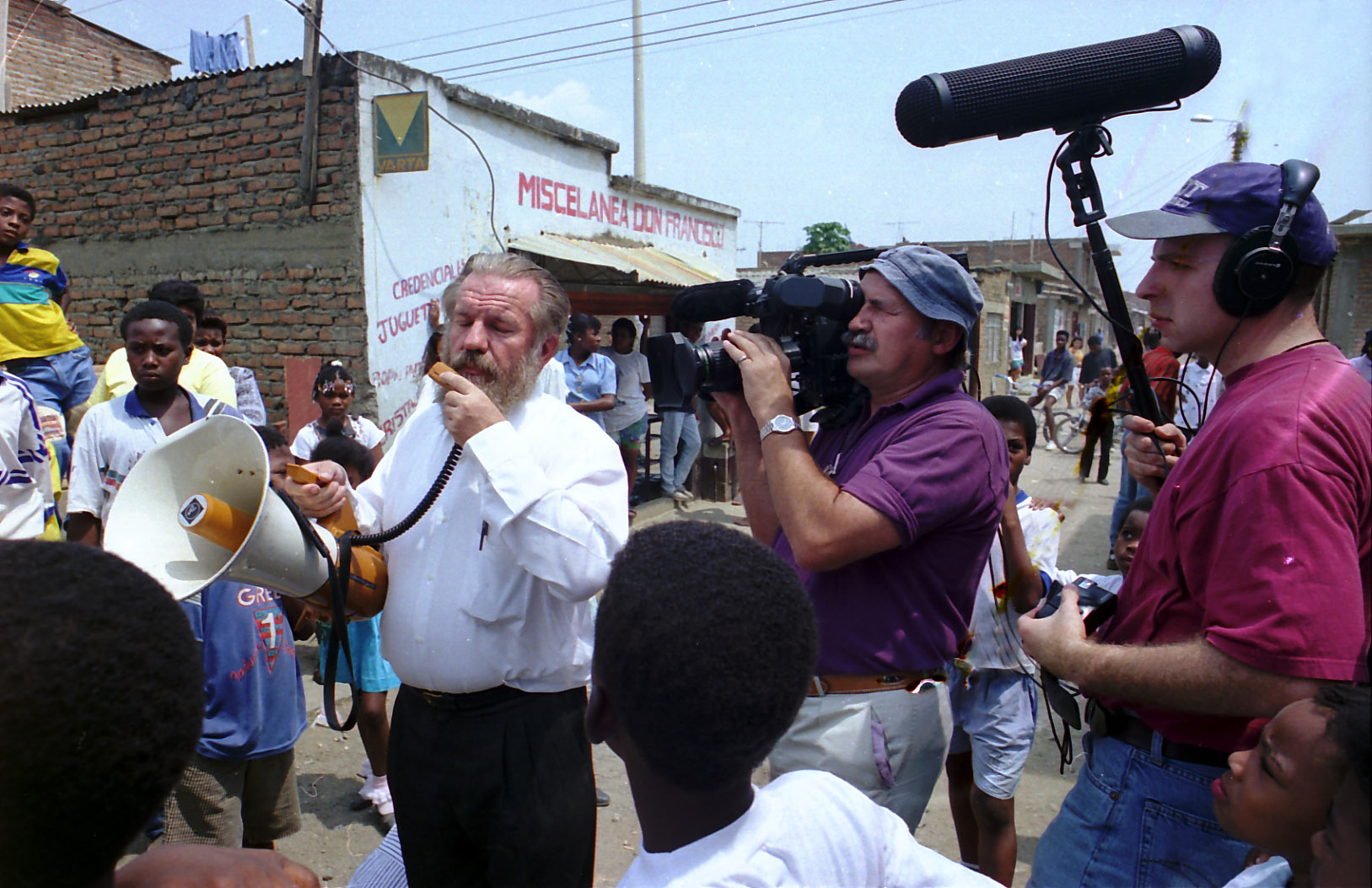
Ein Aufruf zum Kampf gegen die allgegenwärtige Gewalt auf den Straßen von Aguablanca. (Während Dreharbeiten des ZDF, 1995)

Nach dem Theologiestudium in Bamberg und der Priesterweihe im Bamberger Dom im Jahre 1964 trat Alfred Welker 1965 in den Jesuitenorden ein. Nach weiteren Studien wirkte er von 1971 bis 1974 in Regensburg und von 1974 bis 1981 im Caritas-Pirckheimer-Haus in Nürnberg. In beiden Städten verband er nachdrücklich und nicht ohne Konflikte seine eigentliche Aufgabe, die Jugendseelsorge, mit einer klaren Hinwendung zu Obdachlosen, Drogenabhängigen und anderen Randgruppen im Sinne der Option für die Armen. Nachdem er bereits im Priesterseminar Bamberg und bei seinem Onkel, Pfarrer in Weißenohe, Kontakte mit einer Gruppe kolumbianischer Theologen geknüpft hatte, entschied er sich 1981, seine letzte Ausbildungsstufe im Jesuitenorden, das Tertiat, in Kolumbien zu absolvieren.
In dem neuen, praktisch ohne Infrastruktur für eine halbe Million Menschen aus dem Boden gestampften Armenviertel Aguablanca in Cali begann er sukzessive, neben seiner Pfarrei auch das große Sozialprojekt El señor de los milagros mit Kindergärten, Schulen etc. aufzubauen. Dass er in dieser von Armut und Gewalt geprägten Umgebung selbst in einer Holzhütte lebte, die verantwortlichen Politiker beständig kritisierte und vielfach den sich bekämpfenden Drogen- und Guerillagruppen in die Quere kam, führte dazu, dass mehrfach Anschläge auf ihn verübt wurden.
Im März 2011 musste er aus gesundheitlichen Gründen nach Deutschland zurückkehren. Seinen Lebensabend verbrachte er im Alten- und Pflegeheim St. Katharina Labouré der Barmherzigen Schwestern vom hl. Vinzenz von Paul in Unterhaching, der Senioren-Residenz der Jesuiten, wo er nach langer Krankheit am 30. Dezember 2015 im Alter von 76 Jahren verstarb.

## Wirkung
Alfred Welker setzte die theologische Aufbruchsstimmung nach dem Zweiten Vatikanischen Konzil konsequent in seine Arbeit als Seelsorger um. In gewisser Weise kann er sogar als Vertreter einer praktisch verorteten Befreiungstheologie verstanden werden. Ihn zeichneten eine charismatische Persönlichkeit, eine bewusste Vernachlässigung seines äußeren Erscheinungsbildes und das unbedingte, oft konfliktive Eintreten für die Ärmsten und Schwächsten der Gesellschaft aus, ob in Regensburg, in Nürnberg oder in Cali, wo tausende Kinder und Jugendliche dank seiner Projekte eine Schul- und Berufsausbildung bekommen konnten.
Im Jahre 2004 ernannte ihn die Gemeinde Hallerndorf zum Ehrenbürger.
Am 22. Januar 2018 wurde die Staatliche Förderberufsschule im Nürnberger Stadtteil Eberhardshof in Alfred-Welker-Berufsschule umbenannt.

## Schriften
- 100 Tage in der Hölle von Cali, Rundbrief 1982.

## Filme
- Warum riskiert Alfred Welker sein Leben in Agua Blanca? Film von Bodo Witzke, Kamera Arno Scheffler. ZDF/3sat 1996